# Immunisierungsstrategie
Die ideologiekritischen Begriffe Immunisierungsstrategie, Selbstimmunisierung (gegen Kritik) oder auch Kritikimmunisierung sind von dem deutschen Soziologen und Philosophen des Kritischen Rationalismus, Hans Albert, in die Wissenschaftstheorie eingebracht worden.
Hans Albert versteht darunter – im Anschluss an Karl Popper – alle Versuche, Theorien, religiöse oder säkulare Anschauungen durch Dogmatisierung gegen unvoreingenommene, kritische Überprüfung, gegen rationale Einwände abzuschirmen (zu immunisieren), unwiderlegbar zu machen, indem man sie z. B. zu absoluten und unumstößlichen Wahrheiten erklärt.
„Dogmatisierung – so kann man die Herstellung solcher Kritikimmunität von Problemlösungen nennen, wenn man sich an den eingebürgerten Sprachgebrauch anlehnen will – ist dabei nicht auf bestimmte Bereiche beschränkt – etwa auf eine Disziplin wie die Theologie oder auf den Bereich der Erkenntnis überhaupt –, sie ist vielmehr eine allgemeine Möglichkeit der sozialen Praxis, von der Erkenntnispraxis der Wissenschaft bis etwa zur Praxis in Recht, Politik und Wirtschaft.“
Immunisierungsstrategien zu erkennen sei demnach ein scharfes Instrument aufklärungsphilosophischer Kritik von Weltanschauungen, Heilslehren und Ideologien jeder Provenienz.

## „Leerformeln“ als Immunisierungsstrategien
Als Leerformel wird ein Begriff oder eine Aussage dann bezeichnet, wenn sie bloß dem Anschein nach etwas Wahres oder Richtiges besagt, jedoch viel zu unbestimmt ist, um überprüft werden zu können. Ebenso wie eine Tautologie oder eine Definition per Konvention kann eine Leerformel immer dann eingesetzt werden, wenn sich der Sprecher auf nichts Genaues festlegen will.
Der österreichische Philosoph und Soziologe Ernst Topitsch hat den Begriff der Leerformel als Instrument zur Weltanschauungs- und Ideologiekritik in die Aufklärungsphilosophie um 1960 eingeführt. Damit lassen sich in politischen und religiösen Heilslehren, in fundamentalistischen Weltanschauungen und Ideologien vorgetragene Rechtfertigungen als Immunisierungsstrategien, als „hohle Worthülsen“ entlarven, die in der Ideengeschichte mit beliebigen, sich widersprechenden moralisierenden bzw. idealisierenden Inhalten gefüllt worden sind.
Von seiner Analyse der ideologisierenden Verwendung des Begriffs Dialektik ausgehend, gelangt Ernst Topitsch in seinem Aufsatz Über Leerformeln:S. 256. zu folgender Definition:

„Wie schon betont, sind die dialektischen Formeln infolge ihrer Unbestimmtheit oder Leerheit mit jedem beliebigen Sachverhalt vereinbar; aus demselben Grunde sind sie es auch mit jedem beliebigen Normgehalt: sie lassen sich zur Rechtfertigung oder Bekämpfung aller nur denkbaren, tatsächlichen oder erwünschten moralisch-politischen Ordnungen und Entscheidungen verwenden.“

Eine Leerformel als Immunisierungsstrategie kann in der Politik oder vergleichbaren Gebieten zu Legitimationszwecken eingesetzt werden:

„[…] weil sich solche Leerformeln für alle Arten institutioneller Menschenführung besonders eignen. Sie erwecken – zumal bei den Geführten – den Eindruck unerschütterlicher Stetigkeit der obersten Grundsätze, während sie die lenkenden Autoritäten bei ihren konkreten Entscheidungen in keiner Weise behindern.“

Die ideologische Brauchbarkeit der Leerformel steht somit in umgekehrtem Verhältnis zu ihrem Informationsgehalt:

„Wenn man Lieblingsideen gegen den wissenschaftlichen Fortschritt verteidigen will, benutzt man eine Immunisierungsstrategie, durch die die betroffene Vorstellung so vollständig ,entleert‘ wird, dass sie mit keiner möglichen Tatsache mehr kollidieren kann. […] Ein aufmerksames Studium der modernen theologischen Literatur kann darüber belehren, dass die Theologie ein Tummelplatz für Liebhaber solcher Verfahrensweisen ist.“

Beispiele für Begriffe der Leerheit, die im Laufe der Ideengeschichte mit beliebigen Inhalten gefüllt wurden und werden, sind Gedankengebilde wie Gott, Naturrecht, Menschenwürde, Zweck an sich, „zeitgemäße Sichtweise“ usw. Karl Popper zeigte bereits 1945 in seinem Werk Die offene Gesellschaft und ihre Feinde, wie die allgemeinen Gedankenkonstrukte Natur und natürlich zu willkürlich manipulierbaren Leerformeln werden können, um dann zur Rechtfertigung aller möglichen natürlichen Führer oder natürlicher Wesenseigenschaften des Menschen missbraucht zu werden:

„Diese Form von Naturalismus ist so weit und so vage, dass sie zur Verteidigung jeder ethischen Position dienen kann. Alles, was Menschen zustößt, kann ‚natürlich‘ genannt werden; denn wie hätte es ihm zustoßen können, ohne in seiner Natur zu liegen.“

Um orientierend und sinnvoll verwendbar zu sein, bedürfen Begriffe eben einer ihren Anwendungs- und Geltungsbereich einschränkenden Grenzziehung (definitio). Können Begriffe diese Abgrenzungsbedingungen nicht erfüllen, dann können sie zu Recht als Leerformeln gelten. Selbst das oberste deutsche Verfassungsprinzip, der von Immanuel Kant übernommene Ausdruck der Menschenwürde, festgeschrieben im Artikel 1, Abs. 1 Grundgesetz der Bundesrepublik Deutschland: 

„ist – trotz seiner in Deklarationen und im Grunde quasi offiziell festgestellten Konsensualität und Unverzichtbarkeit – dem Verdacht ausgesetzt, lediglich eine ideologisch beliebig füll- und instrumentalisierbare ‚Leerformel‘ zu sein, der sowohl ein rational ausweisbarer Inhalt wie auch die Möglichkeit der argumentativen Operationalisierung im ethischen Diskurs fehlt.“

Schon Arthur Schopenhauer ironisierte im Jahre 1840 den Begriff Menschenwürde mit den Worten:

„Allein dieser Ausdruck ›Würde des Menschen‹, einmal von Kant ausgesprochen, wurde nachher das Schibboleth [= Erkennungszeichen] aller rat- und gedankenlosen Moralisten, die ihren Mangel an einer wirklichen oder wenigstens doch irgend etwas sagenden Grundlage der Moral hinter jenem imponierenden Ausdruck ›Würde des Menschen‹ versteckten, klug darauf rechnend, dass auch ihr Leser sich gern mit einer solchen Würde angetan sehn und demnach damit zufriedengestellt sein würde.“

Geringe Wertschätzung dieses Konstruktes lassen auch Äußerungen Friedrich Nietzsches erkennen, der den Begriff Menschenwürde zu den schönen Verführungs- und Beruhigungsworten zählt.

## Beispiel in der Theologie
Bei Ludwig Feuerbach heißt es in seiner Schrift Das Wesen des Glaubens im Sinne Luthers. Ein Beitrag zum Wesen des Christenthums:
– Gott ist eine leere Tafel, auf der nichts weiter steht, als was Du selbst darauf geschrieben.
Ein weiteres Beispiel für ein solches definitorisches Entleeren und Füllen des Begriffes Gott liefert Hans Küng in seinem Buch Existiert Gott?. Hans Küng beschreibt dort Gott als:

„die absolute-relative, diesseitig-jenseitige, transzendent-immanente, allesumgreifend-allesdurchwaltende wirklichste Wirklichkeit (sic!) im Herzen der Dinge, im Menschen, in der Menschheitsgeschichte, in der Welt.“

Der Religions- und Rechtsphilosoph Norbert Hoerster kritisiert – so wie auch Hans Albert – diese Küng’sche Gottesdefinition als eine sich selbst zurechtdefinierte Leerformel:

„So verschwommen, vielsagend und damit nichtssagend lässt sich das Wort ,Gott‘ natürlich auch verstehen.“

Gerade infolge ihrer Leerheit, wegen ihres geringen Informationsgehalts können solche Denkfiguren von den verschiedensten, ja gegensätzlichen ideologischen Richtungen in Dienst genommen werden:

„So wurde etwa mit dem scholastischen Naturrecht die Kastration der Kirchensänger ebenso gerechtfertigt wie ein Spiegel als ‚gerechter‘ Preis für einen Negersklaven.“

## „Immunisierungsstrategie“ im Anschluss an Karl Popper
Karl Popper bezeichnete in seinen deutschsprachigen Veröffentlichungen dogmatische Abschirmungsprinzipien, die Theorien gegen Kritik immunisieren sollen, als doppelt verschanzten Dogmatismus (in den englischen reinforced dogmatism) und konventionalistische Wendung/Strategie (conventionalist twist/stratagem). Schließlich übernahm er von Hans Albert den Ausdruck Immunisierung als Oberbegriff für alle Abschirmungsversuche gegen Kritik.

### „Doppelt verschanzter Dogmatismus“ (‘reinforced dogmatism’)
In seiner Auseinandersetzung mit der Hegel’schen und Marx’schen Dialektik beschreibt Karl Popper eingebaute Immunisierungsmechanismen, welche philosophische Systeme gegen jede Art von Kritik oder Angriff abschotten. Solche eingebauten Immunisierungsmechanismen nennt er doppelt verschanzten Dogmatismus (im englischen Text reinforced dogmatism):

„Mit dem Argument, dass sein dialektisches System Widersprüche akzeptiert […], errichtet Hegel einen Dogmatismus von äußerst gefährlicher Art, einen Dogmatismus, der keinerlei Angriff mehr zu fürchten braucht. Denn jede Kritik irgendwelcher Theorie muss sich auf eine Methode stützen, irgendwelche Widersprüche aufzuzeigen. […] Hegels Methode ist somit wirkungsvoll, leider zu wirkungsvoll. Sie sichert sein System gegen jede Art von Kritik oder Angriff ab und ist daher dogmatisch in einem ganz besonderen Sinne, so dass ich sie als doppelt verschanzten Dogmatismus bezeichnen möchte.

Es gibt aber kein größeres Hindernis für die Wissenschaft als einen derartig doppelt verschanzten Dogmatismus. Es kann keine wissenschaftliche Entwicklung ohne freie Konkurrenz der Gedanken geben.“

Wegen ihrer Dialektik, wegen ihres immanenten Immunisierungsmechanismus gegen Kritik und weil sie keine Antwort auf die Frage geben, unter welchen Bedingungen sie bereit seien, ihre Unhaltbarkeit zuzugeben, brandmarkte Karl Popper Marxismus sowie Psychoanalyse als Pseudowissenschaften.
Das wissenschaftstheoretische Problem der Abgrenzung zwischen Pseudowissenschaft und Wissenschaft beschäftigt auch die Psychiatrie, da es ihr bisher nicht gelungen ist, objektive diagnostische Testverfahren zur Unterscheidung zwischen Psychose und psychischer Gesundheit zu entwickeln:

„[…] a demarcation between madness and sanity has been attempted in the past without much success. Also paranoia may lie on a continuum with normal thought and knowledge […]. This is a reminiscent of Popper’s raising of the problem of demarcation of science by addressing pseudo-science, that is, reinforced dogmatism.“

Bereits Arthur Schopenhauer schrieb 1830, Dialektik sei die Kunst, in einem Disput immer Recht zu behalten.
Baut ein Disput- oder Diskurs-Teilnehmer in seine Behauptungen einen Immunisierungsmechanismus ein, so ermöglicht ihm dies, in jeder Diskussion über sie immer recht zu behalten, und zwar auch dann, wenn sie in einem kritisch-rationalen Kontext geführt wird. Solche Behauptungen machen Aussagen über das Argumentieren selbst. Sie ermöglichen es, jedes beliebige kritische Argument zur Bestätigung der Behauptung umzudeuten. Das Hauptbeispiel ist der metaphysische Determinismus: Aus ihm folgt – selbstreferentiell –, dass jedes vorgebrachte Argument sowie das Ergebnis einer Diskussion, die über den Determinismus selbst geführt wird, determiniert ist und dass folglich jede Diskussion über ihn sinnlos und illusorisch ist. Ein Beispieldialog wäre:
Argument: „Die Quantentheorie widerspricht dem Determinismus“
Entgegnung: „Der Determinismus ist offensichtlich wahr, und die Tatsache, dass Du dem nicht zustimmst, zeigt doch nur, dass er wahr ist. Denn was, außer dem Determinismus, könnte Dich dazu bringen, eine solche Behauptung im Widerspruch zum Offensichtlichen überhaupt aufzustellen. Die Wahrheit des Determinismus bedingt eben, dass schon immer feststand, dass Du dieses Argument bringen würdest; dass ich gerade das sage, was ich sage; und wie Du darauf als nächstes reagieren wirst.“
Eine Theorie mit eingebautem Immunisierungsmechanismus verhindert somit, dass sie durch Argumente zur Sache kritisiert wird. Solche Strategien werden im Kritischen Rationalismus als eine Ausflucht vor einer möglichen Kritik angesehen. Ihm zufolge schränken sie die Möglichkeiten des Erkenntnisfortschritts ein und sollten, wenn möglich, aus Aussagen entfernt werden. Dennoch kann die rationale Diskussion in Richtung einer Position mit einem Immunisierungsmechanismus führen. In Fällen wie dem metaphysischen Determinismus kann das nach William Warren Bartley zu einem Verzweifeln an der Rationalität (despair of reason) führen: Ein Rationalist würde dann vor die Tatsache gestellt, dass seine eigene Position sinnlos ist und er müsste, um rational zu bleiben, beginnen, seine eigene Methode zu verdammen.
Wenn eine Position, die eingebaute Immunisierungsmechanismen enthält, konsequent und rational vertreten wird, wird also bei Kritik eine Immunisierungsstrategie grundsätzlich logisch erzwungen, während dieses Vorgehen bei sonstigen Behauptungen nur eine Möglichkeit darstellt.

### „Konventionalistische Wendung“ (‘conventionalist twist’)
Eine Form der Immunisierung in der Wissenschaftstheorie ist die Vorgehensweise, eine auf die Erfahrung bezogene Theorie in ihren Grundbegriffen und Messverfahren durch zweckmäßige definitorische Setzungen gegenüber widersprechenden Beobachtungen stets aufrechtzuerhalten. Karl Popper spricht in diesem Zusammenhang von konventionalistischer Wendung/Strategie (im englischen Text: conventionalist twist oder conventionalist stratagem).
Im wissenschaftstheoretischen Zusammenhang ist die Situation schwieriger, weil hier ein axiomatisches Aussagensystem insgesamt mit empirischen Beobachtungssätzen konfrontiert wird und sich die Axiome der Theorie oder deren Messverfahren den Beobachtungsergebnissen nachträglich relativ leicht anpassen lassen. Das Umdefinieren von theoretischen Begriffen oder die Rettung von Beobachtungen durch Hilfshypothesen lehnt daher Popper als konventionalistische Wendung, bzw. Immunisierungsstrategie ab.
Eine weitere Spielart der konventionalischen Wendung ist das Vorgehen, durch Bildung einer Ad-hoc-Hypothese falsifizierende Beobachtungssätze mit der falsifizierten Theorie in Einklang zu bringen. Dadurch sinkt der Falsifizierbarkeitsgrad bzw. der empirische Gehalt der betreffenden Theorie. Sie ist also danach durch Beobachtungssätze nicht mehr so leicht angreifbar wie vorher. Ein Beispiel für eine solche Ad-hoc-Hypothese ist die Wegerklärung reproduzierbarer Anomalien als „zufällige Messfehler“:

„Es ist natürlich immer möglich, durch Aufstellen von Hilfshypothesen eine widerlegte Theorie zu retten. Der Fortschritt der Wissenschaft erfolgt aber nicht auf diese Weise.“

Eine solche konventionalistische Strategie verstößt gegen das Ziel von Poppers wissenschaftlicher Methodologie, Aussagen für Widerlegungen offenzuhalten. Dagegen hilft nur die prinzipielle methodologische Entscheidung, solche Immunisierungen nicht vorzunehmen:

„So kam ich zu der Idee der methodologischen Regeln und der grundlegenden Wichtigkeit eines kritischen Vorgehens, das heißt, der Vermeidung der Immunisierung unserer Theorien gegen Widerlegung.“